# Udržitelnost

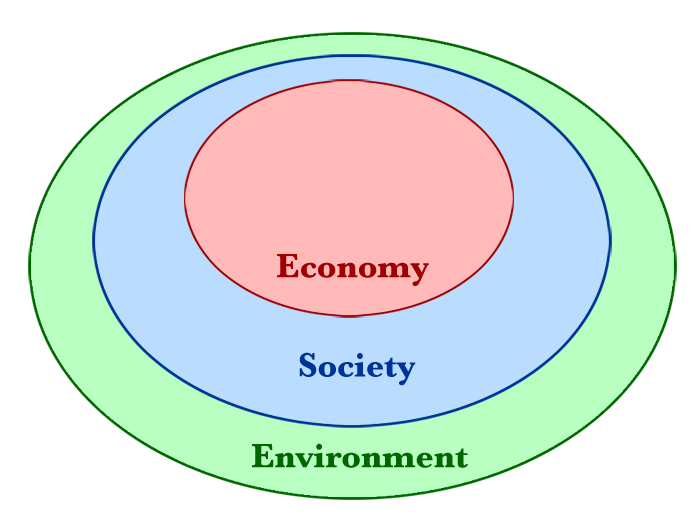
Tři pilíře udržitelnosti: ekonomika i společnost jsou omezené prostředím

V ekologii je udržitelnost schopnost biologických systémů udržovat diverzitu (rozmanitost) a produktivitu na dobu neurčitou. 
V širším kontextu je udržitelnost vytrvalost systémů a procesů.
Udržitelnost je definovaná v kontextu lidské civilizace jako praktická schopnost uspokojit základní potřeby dneška bez kompromitování schopnosti budoucích generací uspokojit jejich základní potřeby a udržet jejich životní úroveň. Udržitelná společnost musí být vystavena tak, aby její životní styl a podnikání nebyly v rozporu s neoddělitelnou schopností přírody udržet život. Organizačním principem udržitelnosti je udržitelný rozvoj, který zahrnuje čtyři propojené oblasti: ekologii, ekonomii, politiku a kulturu. Věda udržitelnosti zkoumá udržitelný rozvoj a environmentalistiku.
Tento termín má původ v ekologii, jako schopnost ekosystému udržet ekologické procesy a funkce i biologickou rozmanitost a produktivitu, do budoucnosti. V současnosti se udržitelnost vztahuje na mnoho oblastí, včetně ekonomiky, prostředí, ergonomie, produkce potravin a energie, a architektury/stavebnictví. Může být zkoumána na různých úrovních, od místní až k planetární.
Seriózní užití přívlastku "udržitelný" ve spojení s konkrétními jevy (produkty, postupy...) musí být legislativně vymezeno (podobně jako ekoprodukty nebo biopotraviny), jinak umožňuje marketingovému typu komunikace libovolné zneužívání pro účelově klamavou propagaci. Udržitelnost konkrétního produktu nebo postupu lze vzhledem k odborné komplikovanosti prokázat pouze  nezávislým laboratorním ekoauditem.[zdroj?]

## Opak udržitelnosti
Udržitelnost není možná, jestliže lidská společnost[zdroj?]
- dobývá a rozptyluje látky rychleji, než se vracejí zpět do zemské kůry (např. ropa, uhlí, a kovy jako rtuť a olovo)
- produkuje látky rychleji, než mohou být rozloženy přírodními procesy (pokud mohou být vůbec rozloženy, viz dioxin, DDT, a polychlorované bifenyly)
- vyčerpává a degraduje zdroje rychleji, než jsou regenerovány (např. nadměrné kácení lesů nebo nadměrný rybolov) a progresivně ničí ekosystémy (např. dlážděním úrodné půdy či způsobením eroze)
- není schopna radikálně omezit či zastavit exponenciální populační růst[3]
- není schopna změnit podmínky, které systematicky podemílají kapacitu člověka uspokojit své základní potřeby

## Populační růst
Kritickou roli v udržitelnosti hraje záležitost lidského přelidnění. Populace Země, v roce 2018 už 7,6 miliard, by dle odhadů měla v roce 2055 překročit hranici 10 miliard.

## Pravidlo sedmé generace
Indiáni kmene Irokézů kdysi nabádali lidi, aby se starali o blaho budoucí sedmé generace tak, jako o blaho vlastní. (Velký zákon irokézké konfederace říká: „Musíme ve všech svých úvahách brát ohled na následky našich rozhodnutí na následujících sedm generací.“) Člověk požehnaný velmi dlouhým životem se může dožít maximálně své sedmé generace.[zdroj?] Představa těchto generací je snazší, než představa generací daleko do budoucnosti, a proto slouží jakožto praktická pomůcka při rozhodovacím procesu. Tato pomůcka apeluje nejenom rozumu, ale i srdci, a proto se stala jedním z poutavých hesel hnutí za udržitelnost.

## Některé principy

### Odpad = potrava
V přírodních cyklech odpad neexistuje; exkrement, mrtvé organismy, zbytky žrádla či hnízd atp., to vše slouží jako potrava pro jiné druhy organismů. Jinými slovy, odpady jsou přínosem. Civilizovaní lidé naopak dělají z odpadu přítěž, čili látky, jejichž odstraňování marní ekonomickými prostředky, a které degradují životní prostředí.
Principu odpad = potrava odpovídá mimo jiné podpora výroby produktů z bioplastů místo plastů klasických a jiných biologicky degradovatelných materiálů. Účelem je, aby věci, které vyrábějí masově po svém užitném cyklu netvořily odpad, ale aby se naopak po svém dosloužení staly doslova „živnou půdou“ pro další produkci. Odpad = potrava tím současně elegantně eliminuje otázku „co s vyprodukovaným odpadem?“ neboť při tomto procesu žádný není a tedy není třeba pro něj budovat skládky, alokovat pro něj místa a techniku a lidské zdroje pro jeho třídění, zpracovávání a uchovávání na skládkách.
Průkopníky principu odpad = potrava jsou americký architekt a designér William McDonough a německý chemik (se specializací na ekologickou toxikologii) Michael Braungart.

### Žít z úroků, ne z podstaty
Tato finanční analogie připomíná, že bude-li se lidstvo nadále chovat jako člověk, který žije z podstaty svého spořitelního konta, dříve nebo později zjistí, že je na mizině. Vyspělé ekosystémy žijí z úroků svého biologického bohatství.

### Nekálet do vlastního hnízda
Používání škodlivých látek v procesech, které ovlivňují jídlo, vzduch, vodu, oblečení, kosmetiku, obytné prostředí atp., znamená otravování sama sebe. Použití těchto toxických látek je nutno minimalizovat a izolovat tak, aby zůstaly v uzavřeném průmyslovém koloběhu.

## Udržitelnost v praxi

### Udržitelná architektura
Udržitelná architektura se snaží minimalizovat negativní následky budov zvyšováním jejich efektivnosti a moderací v použití materiálů, energie, a prostoru. Důraz se klade na umístění budov a jejich orientaci vůči slunci, použití obnovitelných materiálů (bambus na podlahy, staré džínsy na izolaci) a materiálů z likvidovaných budov, a místní využití odpadků a výkalů (šedá voda), kompostovací záchody). Udržitelná architektura existovala do nedávna všude. Lidé stavěli z místních materiálů podle místních tradic - z kamene, dřeva, hlíny a proutí, s pomocí hliněné nebo vápenné omítky. Současné experimenty přidaly kompresovanou hlínu, papírbeton, slámové balíky, pěchovanou slámu pokropenou jílovou vodou, a sáhové dříví v betonové bázi..

### Udržitelnost měst
Udržitelnost měst je možno podporovat omezením, jak dálkové importace energie, vody a potravin, atp., tak i odpadů (tepla, znečištěného vzduchu a vody, nevyužitého „lidského hnoje“), atp.). Zatím je udržitelné město jen papírový koncept, ale je nutno dodat, že i velkoměsta jako Paříž a New York byla na přelomu 20. století zásobována z nedalekých rozlehlých zahrad, a Havana se navrátila k modelu městských farem) po ztrátě laciné sovětské ropy..

### Udržitelná energetika
Udržitelná energetika využívá zdrojů energie, které nebudou vyčerpány v časovém rozmezí relevantním lidstvu. Většinou to znamená obnovitelné zdroje energie. Např. Dánsko dnes získává 20% své energie z větrných turbin, a doufá v eventuálních 50%. Řada zemí podporuje solární panely a geotermální pumpy (tepelná čerpadla) subvencemi.

### Udržitelná měna
Udržitelná měna je založena na bezúročných, bezinflačních penězích. V tomto systému, peníze jsou považovány za veřejnou službu, a dlouhodobé držení peněz cosi stojí (tento malý poplatek se jmenuje demuráž ). Experimenty s různými formami místních peněz, zvlášť populární v Rakousku v meziválečném období 20. století, dnes probíhají v mnoha zemích. Na Novém Zélandu je vláda podporuje. Neudržitelné je pak pyramidové schéma či Ponziho schéma.

### Udržitelné zemědělství
Udržitelné zemědělství se vztahuje na schopnost farmy či statku produkovat potraviny „do nekonečna,“ bez dlouhodobého poškození půdy a přilehlých ekosystémů. Tato forma hospodaření respektuje a spolupracuje s cyklem půdních živin: půda živí rostliny → rostliny živí živočichy → živočišné a rostlinné ostatky živí půdu → půda živí další rostliny. Tento elegantní cyklus se opakuje, udržitelně a „na věky věků,“ a umožňuje lidskou existenci na této planetě. Zde je řada příkladů (staro)nových přístupů k věci: ekologické zemědělství, bezorební zemědělství, biodynamické zemědělství, permakultura, chov zvířat s volným výběhem na pastvu a jen trávou krmený skot, široké využití kompostu a mulčů, zelené hnojení, rotace a polykultury plodin, biointenzivní zahrady, a návrat ke koním a malým, lehkým traktorům pro obdělávání půdy.

## Udržitelný rozvoj
O smíření požadavků účinné ochrany přírody, prostředí, a zdrojů s hospodářským rozvojem se pokouší koncepce udržitelného rozvoje. Zda je možno takový rozvoj uskutečnit, to je záležitost kontroverzní. Jakýkoli růst je mýtus a je neudržitelný.
Skeptici trvale udržitelného rozvoje uvádějí, že nekonečný ekonomický růst není možný na konečné planetě, že kapacitní omezení Země předurčuje limit jakékoliv aktivity. Reálný meziroční růst (např. HDP či čehokoli jiného) 2,4 % za 1000 let odpovídá násobku 20 miliard, což je pro zdroje na Zemi nereálné, a za 10000 let (což zhruba odpovídá době trvání civilizace) to již odpovídá číslu s 1 a za ní se 103 nulami, což je víc, než je atomů v pozorovatelném vesmíru. Dlouhodobě udržitelné není tedy ani promile růstu či neúčinnosti čehokoli (včetně recyklace). Termín samotný je tedy vnitřně rozporný. Udržitelný rozvoj ve skutečnosti neznamená nic víc, než ekologicky citlivější růst, čili poněkud reformovaný status quo. Může také jít o plánované zastarávání.
Zastánci naopak argumentují, že rozvojem je možno rozumět kvalitativní přírůstek. Pak růst znamená „více“, kdežto rozvoj znamená „lépe.“ Kvalita života, ne kvantitativní životní úroveň, by měla být naším cílem. Žít lépe, ne rychleji. Ovšem indikátory kvality života jsou subjektivní a nelze je jednoduše (kvantitativně) srovnávat.